# مكي سنادة
مكي سنادة كاتب ومخرج وممثل مسرحي سوداني معروف ومصمم ديكور ويعتبر أحد أعمدة المسرح السوداني وعمل مديراً للعديد من المؤسسات العاملة في مجال الإعلام والمسرح.

## الميلاد
ولد مكي سنادة في عام 1943

## السيرة العلمية
حصل على دبلوم معهد المعلمين العالي بأم درمان عام 1966م. وبكلاريوس المعهد العالي للفنون المسرحية في القاهرة عام 1975م.

### الوظائف المهنية
- 1968 ـ 1969 مدير المسرح القومي السوداني
- 1969 ـ 1971 مساعد مسجل كلية الموسيقى والدراما جامعة السودان
- 1975 ـ 1976 مدير إدارة الفنون المسرحية والإستعراضية
- 1981 ـ 1982 مدير مصلحة الثقافة بالإنابة
- 1982 ـ1987 مدير إدارة العلاقات الثقافية الخارجية بمصلحة الثقافة
- 1987 ـ 1992 مدير عام مصلحة الثقافة
- 1989 ـ 2005 مدير المسرح القومي السوداني

## الإنتاج المسرحي
شارك سنادة في نحو 75% من الإنتاج الدرامي الإذاعي والتلفزيوني في السودان خلال الفترة من 1969 وحتى 1996 
ويعتبر واحد من دعائم تأسيس الحركة المسرحية الحديثة في السودان.
كما شارك في حوالي 47 مسرحية قدمت خلال الفترة من 1967 وحتى 2005 ممثلاً ومصمماً للديكور ومخرجاً وكاتباً. كما أسس الفرقة القومية للتمثيل في السودان وفرقة العرائس في عام 1976وتبنى العديد من الوجوه المسرحية السودانية وقدمها في مناسبات مختلفة بدءاً من عقد السبعينات في القرن الماضي . ويعود له الفضل في تأسيس مهرجان أيام الخرطوم المسرحية. 

## مشاركات خارجية
شارك في العديد من الفعاليات المسرحية الخارجية من بينها مهرجان الشباب الثقافي الأفريقي الأول بالجزائر عام 1969. 
وكان ضيف شرف مهرجان برلين للموسيقى والمسرح في عام 1976. ورئيس بعثة السودان إلى جمهورية ألمانيا الاتحادية عام 1976. ومثل السودان في مؤتمر خبراء الثقافة العربية في تونس في عام1981 
وكان رئيس بعثة السودان الفنية إلى الجزائر في العام 1983.
وشارك سنادة في مؤتمر الإنتاج المسرحي في الولايات المتحدة الأمريكية في الفترة من 25 ابريل/ نيسان إلى 5 يونيو / حزيران 1985 وفي الدورة الأولى لمهرجان بغداد للمسرح العربي 1988 بمسرحية «نبتة حبيبتي» من إخراجه وتأليف هاشم صديق
ضيف الشرف الدورة الأولى لمهرجان القاهرة للمسرح التجريبي 1989. وشارك بورقة علمية في سمنار «مسرح ما بعد الحداثة» بالمملكة المتحدة عام 1995.
وعمل عضوا لجنة تحكيم مهرجان أيام الشارقة المسرحية في دورتها العاشرة 2000. كما شارك ممثلا في مسرحية «عرس الزين» 2001 
وكان ضيف شرف مهرجان الأردن للمسرح العربي 2002 وشارك في افتتاح مهرجان مسقط عاصمة للثقافة العربية 2006

## المسرحيات التي قام بإخرجها
- المنضرة تأليف حمدنا الله عبد القادر
- خطوبة سهير تأليف حمدنا الله عبد القادر
- نبتة حبيبتي تأليف هاشم صديق
- الخفافيش تأليف أبو العباس محمد طاهر
- تلك النظرة وهذا لا يكون تأليف خالد المبارك
- سفر الجفا تأليف بدر الدين هاشم
- جزيرة العجائب تأليف محمد شهوان
- الدهباية تأليف على البدوي
- ريرة للمؤلف ذاته
- جواهر للمؤلف ذاته
- سنار المحروسة تأليف الطاهر شبيكة

## مسرحيات شارك بها ممثلا
- المك نمر
- سنار المحروسة
- السلطان الحائر
- على عينك يا تاجر
- المنضرة
- خطوبة سهير

الخفافيش 
الدهباية 
جواهر 
- لصوص سنة 2000
- دنيا صفا دنيا انتباه
- من كي لي كي

## مسرحيات صمم ديكوراتها
- ابليس تأليف خالد أبو الروس
- سنار المحروسة تأليف واخراج الطاهر أبو شبيكة
- عالم تحت الصفر تأليف أبو العباس محمد طاهر
- على جناح التبريزي تأليف الفريد فرج واخراج محمد رضا حسين

## مسرحيات أعدها
- سندريلا
- زهرة النرجس
- سقط لقط
- الحلم الأكبر

## وصلات خارجية
خطوبة سهيرة

سهرة تلفزيونية
1. ↑  الصحافة - للمراسلة: sahafawriters@yahoo.com-الحيشان التلاتة(الأرشيف) نسخة محفوظة 26 يناير 2020 على موقع واي باك مشين.